# Penguin loves Mev
Penguin loves Mev est un webcomic sud-coréen écrit par Penguin. Il est édité par Naver, et publié gratuitement sur ce site en coréen et sur le site Webtoon en anglais. Il a commencé à être publié en 2010.

## Synopsis
Penguin Loves Mev raconte la vie quotidienne au Royaume-Uni de Penguin, une jeune femme coréenne et de Mev, son mari anglais